# Éric Denoyer
Éric Denoyer, né le 18 mars 1964 au Perreux-sur-Marne (Val-de-Marne), est un industriel, directeur de société et entrepreneur français.

## Biographie

### Famille
Éric Paul Daniel Denoyer est né le 18 mars 1964 dans la commune du Perreux-sur-Marne, dans le Val-de-Marne, département de la banlieue parisienne. 
En 1993, Éric Denoyer épouse Sonia Somrani, ancienne élève de l'École polytechnique (promotion 1983) et ingénieure diplômée de l'École des Mines de Paris, directrice des opérations chez L'Oréal ; de cette union, naissent deux enfants.

### Formation
Après avoir obtenu un baccalauréat C (scientifique), Éric Denoyer intègre la promotion 1983 de l'École polytechnique, à l'issue de classes préparatoires au lycée Louis-le-grand à Paris. 
Il termine son cursus d'ingénieur polytechnicien à l'École nationale supérieure des télécommunications (promotion 1988),. 
Dès son arrivée sur le campus de l'école, il s'intéresse fortement à l'informatique et aux systèmes d'information, secteur encore embryonnaire et mène des projets sur les premiers calculateurs français. Intéressé par les systèmes d'information, mais aussi désireux de s'intégrer dans le monde de l'entreprise, il crée l'association X-forum en 1985 qui organise chaque année depuis sa création une journée de rencontre entre les principales entreprises françaises et les élèves de l'école Polytechnique.

## Carrière professionnelle

### 1988 – 2004, d'Alcatel à Tiscali, une carrière dans les télécoms français
En pré-contrat dès 1986 avec Alcatel, Éric Denoyer occupe des postes technique et marketing au sein du géant des télécoms français jusqu'en 1999. Alcatel lui permet d'occuper des fonctions techniques très avancées dans le domaine des télécommunications, mais lui permet aussi d'exercer des fonctions de chef de projet et de négociateur en France comme à l'étranger.
En 1999, contacté par Pierre Besnainou, il fonde Liberty Surf, un des premiers fournisseurs d'accès internet qui deviendra Tiscali en 2001,  où il dirige la division télécom de la nouvelle entreprise. En 2003, il est nommé Directeur Général Adjoint de Tiscali France. À ce poste, il dirige notamment le projet de rachat et de réorganisation des activités de Cable & Wireless en France.

### 2004 – 2016, l'aventure Numéricable
En 2004, il est contacté par Patrick Drahi des mêmes promotions de l'École polytechnique et de l'École des Télécoms, qui lui propose de se joindre au projet d'acquisition des principaux cablo-opérateurs français. Sa contribution à ce projet conduit Éric Denoyer à être nommé Directeur Général de Numéricable lors de la création de la société en 2005, laquelle absorbe UPC-Noos en 2006, et prend alors une dimension supérieure.
En 2007, Numéricable achète et réorganise Completel, et continue avec de nombreux opérateurs locaux ou spécialisés comme B3G et Altitude Télécom.
Une fois Numéricable établi comme un incontournable du marché du câble et de la fibre, toujours sous la direction d'Éric Denoyer, le groupe initie le développement de son activité de vente aux opérateurs avec la création de « marques blanches fibre » comme DartyBox ou BBox Fibre et commence à vendre des abonnements de téléphonie mobile (quadruple play) aux particuliers.
Éric Denoyer est nommé Président Directeur Général de Numericable et de Completel en 2011, puis Président Directeur Général du Groupe Numericable au moment de son introduction en bourse en 2013. 
Son mandat se poursuit par deux opérations de rachat importantes : l'intégration de l'opérateur Virgin Mobile et surtout le rachat de la Société Française du Radiotéléphone (SFR) à Vivendi pour plus de 13 milliards d'euros en 2014. Le groupe devient Numéricable-SFR ; Éric Denoyer est nommé Directeur Général du groupe fin 2014, et reste président ou administrateur de plusieurs filiales du groupe.

### Depuis 2016, un virage entrepreneurial
Début 2016, souhaitant se consacrer à des projets personnels, Éric Denoyer s'éloigne du groupe tout en restant administrateur de SFR, et crée Otodo, une société innovante dans le domaine des objets connectés.

### Autres activités
Investi dans les réseaux d'anciens de l'École polytechnique et de Télécom ParisTech, Éric Denoyer est notamment membre de la Fondation de l'École polytechnique (FX) et du Comité de Campagne de la Fondation Télécom ParisTech.
Il a investi en 2016, dans le fond iBioNext dirigé par Bernard Gilly qui incube et finance des start-up biotech, et dans d'autres très jeunes entreprises prometteuses. Il s'intéresse beaucoup à l'entreprenariat dans la "tech" et fait par exemple parti du jury d'admission de l'accélérateur de Polytechnique (X-Création).

## Point de vue et citations
« J'aime les télécoms car on construit des choses utiles pour les gens. » 
« On a inventé l'Internet de masse » à propos de la création de Liberty Surf et de la bulle internet des années 2000.